# أكبر أحمد
أكبر أحمد (بالإنجليزية: Akbar Ahmad)‏ هو سياسي هندي، ولد في 30 يونيو 1948 في الهند. حزبياً، نشط في Bahujan Samaj Party ‏. وقد انتخب عضو لوك سابها ‏.